# 棲霞山石窟

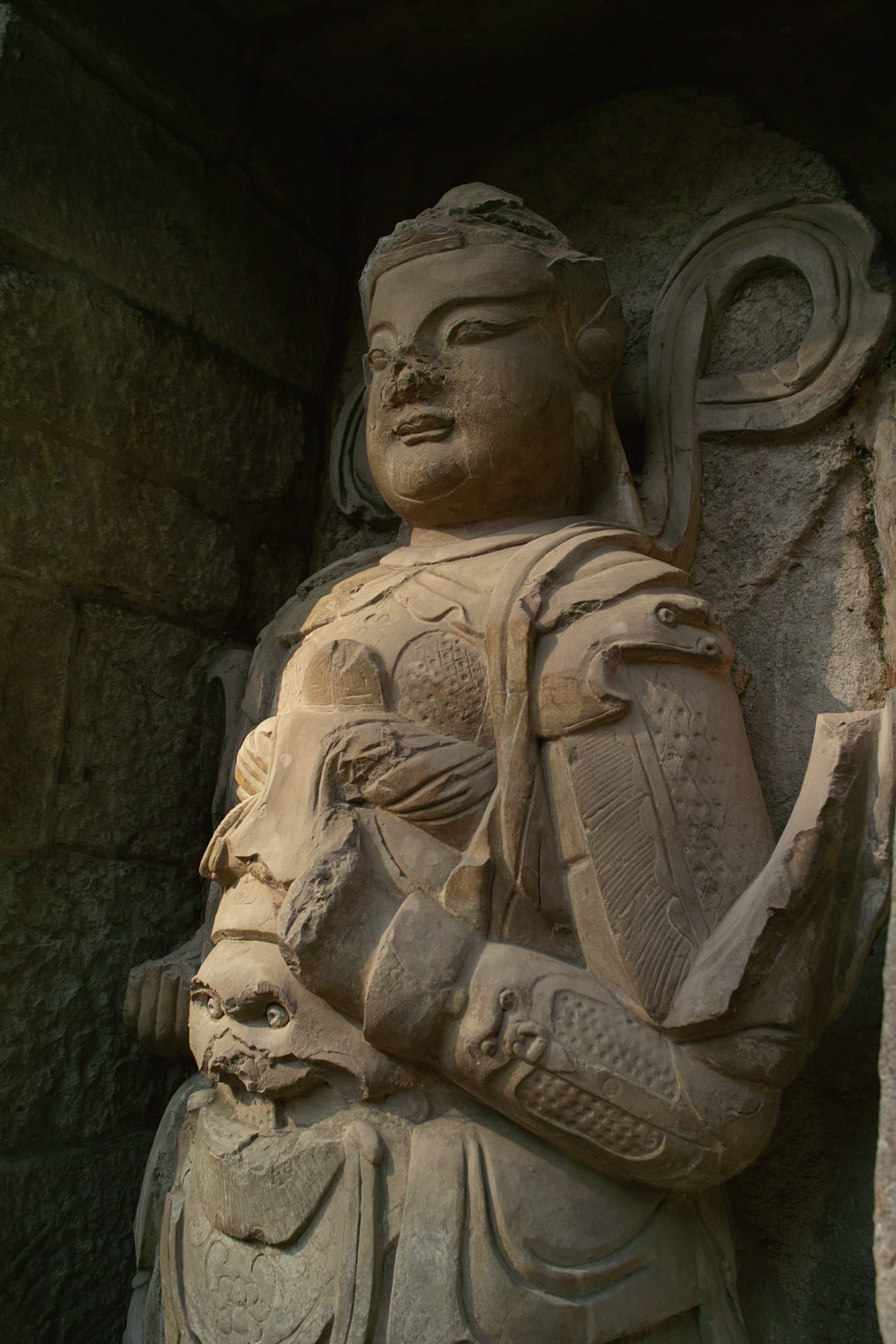
棲霞山石窟

棲霞山石窟（せいかざん せっくつ）は、中国江蘇省南京郊外の棲霞区棲霞山（摂山）西麓にある仏教石窟。別名は千仏巌。また、附近には、明代に造営された天開巌も存在する。

## 概要
棲霞寺背後の砂岩質の岩壁を造営した石窟群であり、南朝斉以後に江南地方で営まれた石窟で、遺例が少ないため資料的価値が高い。
棲霞寺を開創したのは、南朝斉の処士の明僧紹である。法度を招請して建立し、その後、三論宗の僧朗・僧詮・吉蔵といった諸祖と称せられる名だたる学僧が住した。故に、この地は、三論宗の発祥地とも呼ばれている。
寺の方は、寺名が唐代以後に、功徳寺、棲霞寺、普雲寺、虎穴寺と変遷し、明代の初めに棲霞寺と変わり、以後、現在に至っている。
石窟に関しては、唐の上元3年（676年）に造立された「明徴君碑」に関連する記述が見られる。それによれば、石窟を造営したのは、明僧紹の子にあたる明仲璋や法度らである、という。また、本尊に相当する無量寿仏像は、南朝梁の天監15年（516年）に、臨川王蕭宏が建立した、とする。
一方、『摂山志』には、南朝陳の江総による文章が収められている。
中央には、北面した石窟（幅8.18m、深さ6.67m）が穿たれ、その中に無量寿仏像を安置している。その仏像を中心として、小規模な石窟が北東方向に4窟、西側に20窟が確認できる（幅3.64m、深さ3 - 0.9m）。三尊仏や十六羅漢・金剛力士・四天王像などが彫られている。
この石窟は砂岩質のため、岩質が脆く、摩滅が著しい。また、入り口部分などは後世の補修がされている。

## 交通アクセス
- 南京地下鉄

■6号線
棲霞山駅